# Belladonna
Belladonna — американская метал-группа, играющая трэш-метал. Была основана Джоуи Белладонной в 1992 году после ухода того из Anthrax. В 1995 году коллектив выпускает дебютный альбом, получивший название «Belladonna» и пришедшийся по душе как критикам, так и поклонникам подобной музыки. Второй альбом Belladonna, «Spells of Fear», вышел в 1998 году. Третий альбом Belladonna, выпущенный в 2003 году, получил соответствующее название «03». В 2004 году следует еще один независимый релиз коллектива Белладонны — на этот раз сборник «Artifacts 1». В 2005 году Джоуи вновь присоединяется к Anthrax, решившим возродить группу в «классическом» составе, однако уже в 2006 году Белладонна вновь покидает Anthrax.
10 мая 2010 года на сайте Blabbermouth было официально объявлено о воссоединении Джоуи Беладонны с группой Anthrax.

## Дискография
- Belladonna (1995)
- Spells of Fear (1998)
- 03 (2003)